# Distretto di Amangeldí
Il distretto di Amangeldí (in kazako: Амангелді ауданы) è un distretto (audan) del Kazakistan con  capoluogo Amangeldí.